# Geleznowia verrucosa
Geleznowia verrucosa là một loài thực vật có hoa trong họ Cửu lý hương. Loài này được Turcz. mô tả khoa học đầu tiên năm 1849.